# Liste de journalistes et autres professionnels des médias tués au Mexique
Le Mexique est l'un des pays les plus dangereux au monde pour les journalistes et l'un de ceux ayant les plus hauts niveaux de crimes non résolus contre la presse.
Bien que les chiffres exacts des personnes tuées soient souvent contradictoires,, les organisations de défense de la liberté de la presse à travers le monde s'accordent à dire que le Mexique est l'un des pays les plus dangereux de la planète où exercer le métier de journaliste,,.
Plus de 100 professionnels des médias ont été tués ou ont disparu depuis 2000, la plupart de ces crimes sont restés non résolus, ont fait l'objet d'enquêtes inappropriées et peu d'auteurs ont été arrêtés et condamnés,.

## Historique
Les assassinats ciblés de journalistes au Mexique existent depuis le règne de Porfirio Díaz et la Révolution mexicaine en 1910. Lorsque le Parti révolutionnaire institutionnel (PRI) pris la présidence dans les années 1930 à l'issue de la Révolution, le gouvernement mexicain a pratiquement monopolisé la presse mexicaine afin d'obtenir une couverture favorable dans les médias,.
Les journalistes qui respectaient le modus operandi étaient remerciés à travers différents cadeaux ou dessous de tables de la part gouvernement.
Tout au long des années 1970 et 1980, le Mexique fut le pays le plus dangereux pour les journalistes de toute l'Amérique latine; cependant, la plupart des attaques contre la presse ont été perpétrées par des trafiquants de drogue mécontents et des représentants de la loi corrompus mentionnés par la presse.
À la suite de l'utilisation de la coercition par le gouvernement, la presse mexicaine s'est habituée à limiter ses reportages à ce que les responsables de l'État lui dictent. Très peu de journalistes ont osé rompre avec cette pratique, le gouvernement menaçant de retirer leurs publications et d'empêcher l'agence de presse publique de l'époque de vendre des journaux contenant leurs articles,.
Lorsque le gouvernement mexicain a commencé la vente des médias publics dans les années 1980, des journaux plus autonomes et indépendants sont nés. Au cours de cette décennie, le PRI a commencé à perdre plusieurs élections locales et nationales avant de perdre, après 70 ans de présence au pouvoir, l'élection présidentielle en 2000 face au Parti action nationale (PAN). Avec cette transition politique, les lecteurs mexicains ont commencé à préférer les médias intègres et autonomes.
Lorsque Felipe Calderón, président nouvellement élu pris ses fonctions en 2006, il lança une campagne dirigée par l'armée afin de lutter contre les organisations de trafic de drogue au Mexique. La violence s'est répandue à travers le Mexique peu de temps après lorsque les cartels rivaux se disputèrent le contrôle du territoire entre eux ainsi qu'avec le gouvernement. Cette recrudescence des meurtres liés à la drogue s'est accompagnée d'un pic d'attaques contre la presse, les cartels de la drogue et des fonctionnaires corrompus souhaitant prendre le contrôle des médias.
Les cartels s'attaquèrent régulièrement aux journaux imprimés traditionnels, soit en tuant, en faisant disparaître ou en intimidant leurs journalistes.
Les journalistes des médias traditionnels étant intimidés, certains journaux du Mexique se sont autocensurés et ont cessé d'écrire sur le trafic de drogue et le crime organisé. Certains se limitèrent simplement à couvrir le contenu des communiqués de presse officiels ou les rapports de police, tandis que d'autres furent obligés d'écrire ce que les cartels de la drogue leur ordonnaient de publier.
Les journalistes se doivent donc d'être prudents lorsqu'ils décident d'écrire au sujet des violences liées à la drogue au Mexique, de simples détails dans les articles pouvant entraîner des représailles, l'utilisation de mots simples comme «crime organisé» suffisent à mettre en colère les cartels de drogue.
Les organisations criminelles ciblent les journalistes pour diverses raisons, l'une des plus courantes étant dans le but de faire taire la presse dans les zones où elles opèrent, et surtout lorsque les cartels tentent d'établir leur présence dans de nouvelles zones. Ils tuent également des journalistes en représailles à des publications qui pourraient nuire à leurs affaires,. Les cartels veulent que la presse reste silencieuse, faire croire qu'une ville est sûre pouvant empêcher le gouvernement mexicain d'envoyer plus de troupes fédérales dans la région. En outre, les médias mexicains se trouvent vulnérables aux attaques lorsqu'ils se trouvent dans une zone comptant au moins deux groupes criminels organisés. Un groupe pourrait menacer de tuer un journaliste s'il publiait un article sur ses activités, tandis qu'un autre groupe pourrait faire de même s'il ne parlait pas des siennes.
Les attaques contre la presse se sont poursuivies sous l'administration du président Enrique Peña Nieto. La violence a compromis les nouvelles qui atteignent le reste du monde. Les journalistes locaux sont généralement les seuls à pouvoir rapporter ce qui se passe au jour le jour au Mexique et les médias internationaux comptent principalement sur eux.

## Avant la guerre de la drogue au Mexique
| Date              | Identité                                                      | Lieu                            | Média                                            | Statut    | Réf             |
| ----------------- | ------------------------------------------------------------- | ------------------------------- | ------------------------------------------------ | --------- | --------------- |
| 25 décembre 1860  | Vicente Segura Argüelles                                      | Mexico                          | Diario de Avisos                                 | Assassiné | [ 22 ]          |
| 1863              | Carlos R. Casarín                                             | Mexico                          | La Orquesta Mi Sombrero                          | Assassiné | ,               |
| 23 septembre 1866 | Donato Corzo Ruiz                                             | Chiapas                         | La Tijera                                        | Assassiné | [ 24 ]          |
| 27 avril 1880     | Santiago Sierra                                               | État de Mexico                  | La Libertad                                      | Assassiné | [ 25 ]          |
| 17 février 1885   | Luis González y González                                      | Morelia, Michoacán              | El Acero El Explorador                           | Assassiné | ,               |
| 28 avril 1887     | Roberto Berea                                                 | Mexico                          | N/A                                              | Assassiné | [ 22 ]          |
| 13 mai 1892       | Pablo Ochoa                                                   | Mexico                          | El Norte de Chihuahua                            | Assassiné | [ 22 ]          |
| 2 avril 1894      | Emilio Ordóñez                                                | Pachuca, Hidalgo                | N/A                                              | Assassiné | ,               |
| 30 juillet 1895   | Jesús Olmos y Contreras                                       | Puebla                          | Crisis La Voz de la Verdad                       | Assassiné | [ 30 ]          |
| 27 janvier 1897   | José Cayetano Valadés Rocha Nom d'auteur : (Asunción Sánchez) | Mazatlán, Sinaloa               | La Tarántula                                     | Assassiné | ,               |
| Avril 1901        | Eusebio S. Almonte                                            | Mezcala, Guerrero               | El Eco del Sur                                   | Assassiné | ,               |
| 30 août 1902      | Vicente Rivero Echegaray                                      | Tampico, Tamaulipas             | Bala Rasa                                        | Assassiné | [ 36 ]          |
| 1908              | Luis Díaz Coudert                                             | Mexico                          | El Diario de Chihuahua                           | Assassiné | [ 22 ]          |
| 1er juin 1911     | José Sabás de la Mora                                         | Culiacán, Sinaloa               | Voz del Norte                                    | Assassiné | [ 37 ]          |
| 11 août 1912      | Ignacio Herrerías                                             | Tlaltizapán, Morelos            | El Tiempo                                        | Assassiné | [ 38 ]          |
| 11 août 1912      | Humberto León Strauss                                         | Tlaltizapán, Morelos            | El Imparcial                                     | Assassiné | [ 38 ]          |
| 11 août 1912      | José Luis Rivera                                              | Tlaltizapán, Morelos            | N/A                                              | Assassiné | [ 38 ]          |
| 12 septembre 1912 | José Gurdiel Fernández                                        | Balancán, Tabasco               | El Correo de Tabasco                             | Assassiné | ,               |
| 12 septembre 1912 | Renon de la Moral                                             | Balancán, Tabasco               | N/A                                              | Assassiné | [ 41 ]          |
| 1913              | – de la Torre                                                 | Mexico                          | N/A                                              | Assassiné | [ 41 ]          |
| 9 février 1913    | Mariano Duque                                                 | Mexico                          | El Defensor del Pueblo                           | Assassiné | ,               |
| 22 février 1913   | José Rumbia                                                   | Tlaxcala, Tlaxcala              | La Nueva República                               | Assassiné | [ 43 ]          |
| 27 août 1913      | Solón Argüello                                                | Mexico                          | Nueva Era                                        | Assassiné | ,               |
| Décembre 1913     | Víctor David Delgado                                          | Chihuahua                       | N/A                                              | Assassiné | [ 45 ]          |
| Août 1914         | A.F. Paredes                                                  | Cananea, Sonora                 | La Voz de Cananea                                | Assassiné | [ 41 ]          |
| Août 1914         | Donancio Chávez                                               | Cananea, Sonora                 | La Verdad                                        | Assassiné | [ 41 ]          |
| Septembre 1914    | Manuel M. Hugues                                              | Cananea, Sonora                 | N/A                                              | Assassiné | [ 41 ]          |
| 13 décembre 1914  | Paulino Martínez                                              | Mexico                          | El Chinaco La Voz de Juárez                      | Assassiné | [ 46 ]          |
| 9 février 1917    | Faustino Díaz                                                 | Sinaloa                         | El Monitor Sinaloense                            | Disparu   | ,               |
| 1918              | Lázaro Gutiérrez de Lara                                      | Saric, Sonora                   | Revolución                                       | Assassiné | ,               |
| 1919              | Marcos Torres Collado                                         | Cunduacán, Tabasco              | El Chisme                                        | Assassiné | ,               |
| 1920s             | Juan Rafael Durán                                             | San Pedro, Coahuila             | El Látigo La Opinión                             | Assassiné | [ 52 ]          |
| Avril 1920        | Francisco Rangel                                              | Guadalajara, Jalisco            | Verbo Libre                                      | Assassiné | [ 53 ]          |
| 12 octobre 1920   | Manuel Lezcano                                                | Villahermosa, Tabasco           | El Radical                                       | Assassiné | [ 54 ]          |
| 19 juillet 1921   | Florencio Ávila y Castillo                                    | Mérida, Yucatán                 | Asociación de Periodistas de Yucatán             | Assassiné | ,               |
| 24 mai 1922       | Jesús Z. Moreno                                               | Mexico                          | El Heraldo de México                             | Assassiné | [ 57 ]          |
| 1923–1924         | Pedro Flores González                                         | Mexico                          | N/A                                              | Assassiné | [ 58 ]          |
| 23 juin 1923      | Ángel Pulido                                                  | Etat de Mexico                  | El Implacable                                    | Assassiné | [ 59 ]          |
| 28 juillet 1924   | José Carmen Hernández                                         | Mexico                          | El Colmillo El Colmillo Público                  | Assassiné | [ 60 ] [ 61 ]   |
| 5 février 1927    | Archibaldo Clark                                              | Magdalena, Sonora               | El Heraldo                                       | Assassiné | [ 62 ]          |
| Avril 1927        | Anacleto González Flores                                      | Guadalajara, Jalisco            | La Palabra                                       | Assassiné | ,               |
| 4 octobre 1927    | Alonso Capetillo                                              | Huitzilac, Morelos              | N/A                                              | Assassiné | [ 65 ]          |
| 2 octobre 1928    | Enrique Woolfolk                                              | Magdalena, Sonora               | La Revista                                       | Assassiné | [ 66 ]          |
| 31 mai 1929       | Luis D. Kluver                                                | Agua Prieta, Sonora             | La Vanguardia                                    | Assassiné | ,               |
| 13 septembre 1930 | Arturo García                                                 | Tuxtla Gutiérrez, Chiapas       | Regeneración Chiapas Nuevo                       | Assassiné | [ 68 ]          |
| 7 février 1936    | Julián S. González                                            | Mexico                          | El Tiempo                                        | Assassiné | [ 69 ]          |
| 20 avril 1939     | José Trinidad Mata Mora                                       | Puebla                          | Avante                                           | Assassiné | ,               |
| 15 octobre 1942   | Eduardo Galdámez                                              | Tapachula, Chiapas              | El Sur de México                                 | Assassiné | [ 68 ]          |
| 3 avril 1944      | Ignacio F. Herrerías                                          | Mexico                          | Novedades                                        | Assassiné | [ 72 ]          |
| 19 avril 1944     | Salvador Guerrero González                                    | Torreón, Coahuila               | La Opinión                                       | Assassiné | [ 73 ]          |
| 31 mars 1947      | Vicente Villasana González                                    | Ciudad Victoria, Tamaulipas     | El Mundo                                         | Assassiné | ,               |
| 11 novembre 1948  | Fernando Sánchez Bretón                                       | Mexico                          | La Semana Ilustrada                              | Assassiné | [ 72 ]          |
| 19 novembre 1949  | José María Jiménez Rubio Nom d'auteur: (Nicanor)              | Mazatlán, Sinaloa               | El Correo de la Tarde                            | Assassiné | [ 76 ]          |
| 24 octobre 1953   | Raúl Parra Molina                                             | Salina Cruz, Oaxaca             | La Voz de Sureste                                | Assassiné | [ 77 ]          |
| Juillet 1956      | Manuel Acosta Meza                                            | Tijuana, Baja California        | El Imparcial                                     | Assassiné | ,               |
| 2 septembre 1956  | Fernando Márquez Sánchez                                      | Tijuana, Baja California        | Baja California                                  | Assassiné | [ 79 ]          |
| 28 mai 1957       | Manuel Sánchez Hernández                                      | Tepic, Nayarit                  | La Extra de la Tarde                             | Assassiné | [ 80 ]          |
| 24 avril 1959     | Jorge Salinas Aragón                                          | Minatitlán, Veracruz            | Diario de Sotavento                              | Assassiné | ,               |
| 26 novembre 1961  | Carlos Estrada Sastré                                         | Tijuana, Baja California        | Noticias                                         | Assassiné | ,               |
| 5 juillet 1964    | José González Miravalles Nom d'auteur (Pepe Miravalles)       | Acapulco, Guerrero              | Novedades                                        | Assassiné | [ 84 ]          |
| 15 avril 1968     | Juan Muñoz Flores                                             | Jojutla, Morelos                | Alarma La voz de Morelos                         | Assassiné | [ 85 ]          |
| 1er janvier 1970  | Carlos Denegri                                                | Mexico                          | Excélsior                                        | Assassiné | [ 86 ]          |
| 8 octobre 1970    | Ernesto Espinosa Hernández                                    | Chihuahua, Chihuahua            | La Jeringa                                       | Assassiné | ,               |
| 31 juillet 1971   | Vicente García Medina                                         | El Fuerte, Sinaloa              | El Avance                                        | Assassiné | ,               |
| 1973              | José Asunción Méndez                                          | Chihuahua                       | La Jeringa                                       | Assassiné | [ 90 ]          |
| 7 juillet 1975    | Carlos López y López                                          | Miahuatlán, Oaxaca              | El Demócrata de Antequerda                       | Assassiné | [ 91 ]          |
| 31 juillet 1977   | Mario Carlos Rodríguez Falcón                                 | Sinaloa                         | N/A                                              | Assassiné | [ 31 ]          |
| 22 août 1977      | José Guadalupe Mendívil                                       | Culiacán, Sinaloa               | Diario de Sinaloa                                | Assassiné | ,               |
| 16 février 1978   | Roberto Martínez Montenegro                                   | Culiacán, Sinaloa               | Noreste Diario de Culiacán                       | Assassiné | ,               |
| 13 septembre 1978 | Álvaro Burgoa López                                           | Oaxaca, Oaxaca                  | Critica La Prensa                                | Assassiné | [ 95 ]          |
| 28 septembre 1978 | Patricio Pérez Pintado                                        | Loma Bonita, Oaxaca             | El Pinero                                        | Assassiné | [ 96 ]          |
| 1979              | Álvaro Alemán                                                 | Oaxaca de Juárez                | El Demócrata de Antequera                        | Assassiné | [ 90 ]          |
| 1979              | Guillermo Gallardo Astorga                                    | Chihuahua, Chihuahua            | Índice                                           | Assassiné | [ 90 ] [ 97 ]   |
| 13 décembre 1979  | Alberto Rodríguez Torres                                      | Pachuca, Hidalgo                | Solución Avanzando de Hidalgo                    | Assassiné | [ 98 ]          |
| 1980              | Guadalupe Ochoa Villaverde                                    | Los Mochis, Sinaloa             | El Gráfico                                       | Assassiné | [ 90 ]          |
| 1980              | Alberto José Altamirano Ortega                                | Poza Rica, Veracruz             | Diario de Poza Rica                              | Assassiné | ,               |
| 1980              | Jorge Pliego Rodríguez                                        | Veracruz, Veracruz              | El Dictamen                                      | Assassiné | [ 90 ] [ 97 ]   |
| 7 juin 1980       | Aarón Flores Heredia                                          | Los Mochis, Sinaloa             | El Debate                                        | Assassiné | ,               |
| 1981              | Jorge Pérez Díaz                                              | Mexico                          | Informex                                         | Assassiné | [ 104 ]         |
| 21 février 1981   | Jorge Ortiz Lagunas                                           | Cuernavaca, Morelos             | Diario de Morelos                                | Assassiné | [ 105 ]         |
| 16 octobre 1981   | Xicoténcatl Ureña Zepeda                                      | Apatzingán, Michoacán           | Tribuna Libre                                    | Assassiné | [ 106 ] [ 104 ] |
| 27 juin 1982      | Cristóbal Sánchez Reyes                                       | Acayucan, Veracruz              | Diario de Jalapa                                 | Assassiné | [ 107 ]         |
| 1983              | Mario Centeno Gómez                                           | Nezahualcóyotl, State of Mexico | N/A                                              | Assassiné | [ 108 ]         |
| 1983              | Mario Hernández Beltrán                                       | Iztapalapa, Mexico              | N/A                                              | Assassiné | [ 104 ] [ 97 ]  |
| 27 février 1983   | Mario Centeno Yáñez                                           | Naucalpan, Mexico               | Pregunta                                         | Assassiné | [ 109 ]         |
| 20 avril 1983     | Julián Sánchez Beltrán                                        | Tláhuac, Mexico                 | Radio Visión Activa                              | Assassiné | [ 110 ]         |
| 17 mai 1983       | Eliseo Morán Muñoz                                            | Puente de Ixtla, Morelos        | La Voz                                           | Assassiné | [ 111 ]         |
| 25 décembre 1983  | Salvador Cruz Cervantes                                       | Córdoba, Veracruz               | El Mundo de Orizaba                              | Assassiné | ,               |
| 1984              | Jorge Fernández Garduño                                       | Nezahualcóyotl, Mexico          | El Mercurio                                      | Assassiné | [ 115 ]         |
| 1984              | Julio Hernández Garduño                                       | Ciudad Victoria, Tamaulipas     | N/A                                              | Assassiné | [ 115 ]         |
| 1984              | Francisco Saldívar Reyes                                      | Reynosa, Tamaulipas             | N/A                                              | Assassiné | ,               |
| 30 mai 1984       | Manuel Buendía Tellezgirón                                    | Mexico                          | Excélsior                                        | Assassiné | ,               |
| 31 mai 1984       | Javier Juárez Vázquez                                         | Minatitlán, Veracruz            | Primera Plana                                    | Assassiné | ,               |
| 30 janvier 1985   | John Clay Walker                                              | Guadalajara, Jalisco            | Journaliste indépendant                          | Assassiné | ,               |
| 17 janvier 1985   | José Antonio Godoy Mena                                       | Ayutla de los Libre, Guerrero   | El Correo de Iguala                              | Assassiné | [ 109 ]         |
| 6 mars 1985       | Emilio Santiago Alvarado                                      | Tehuacán, Puebla                | Portavoz                                         | Assassiné | ,               |
| 25 octobre 1985   | Roberto Ornelas Reyes                                         | Mazatlán, Sinaloa               | Noroeste                                         | Assassiné | ,               |
| 1986              | Héctor López López                                            | Sinaloa                         | N/A                                              | Assassiné | [ 104 ]         |
| 1986              | Pablo Nájera López                                            | Sinaloa                         | Gaceta del Aire                                  | Assassiné | ,               |
| 7 mai 1986        | José Luis Nava Landa                                          | Chilpancingo, Guerrero          | Expresión Popular                                | Assassiné | ,               |
| 8 août 1986       | Eleuterio Cachú de la Cerda                                   | Tijuana, Baja California        | El Heraldo                                       | Assassiné | ,               |
| 17 juin 1986      | Jorge Breñas Araya                                            | Reynosa, Tamaulipas             | El Río                                           | Assassiné | ,               |
| 17 juillet 1986   | C. David Cárdenas Rueda                                       | Veracruz, Veracruz              | Notiver                                          | Assassiné | ,               |
| 17 juillet 1986   | Norma Alicia Moreno Figueroa                                  | Matamoros, Tamaulipas           | El Popular                                       | Assassiné | [ 130 ]         |
| 17 juillet 1986   | Ernesto Flores Torrijos                                       | Matamoros, Tamaulipas           | El Popular                                       | Assassiné | [ 130 ]         |
| 15 août 1986      | Juan Manuel Félix Zueta                                       | Culiacán, Sinaloa               | Diario de Sinaloa                                | Assassiné | ,               |
| 7 octobre 1986    | Odilón López Urias                                            | Guamúchil, Sinaloa              | Onda                                             | Assassiné | [ 132 ]         |
| 5 novembre 1986   | Antonio Iván Menéndez Marcín                                  | Mexico                          | Le Monde diplomatique                            | Assassiné | [ 125 ]         |
| 10 décembre 1986  | Manuel Rodríguez Rodríguez                                    | Mexico                          | El Nacional                                      | Assassiné | [ 133 ]         |
| 2 mars 1987       | Martín Ortiz Moreno                                           | Acapulco, Guerrero              | Ovaciones Nueva Era                              | Assassiné | [ 125 ]         |
| 16 octobre 1987   | Jesús Michel Jacobo                                           | Culiacán, Sinaloa               | El Sol de Sinaloa                                | Assassiné | ,               |
| 19 octobre 1987   | Clementina Herreros Andrade                                   | Mexico                          | La Prensa                                        | Assassiné | [ 136 ]         |
| 28 décembre 1987  | Felipe González Hernández                                     | Nezahualcóyotl, Mexico          | Un Minuto en la Noticia                          | Assassiné | [ 137 ]         |
| 22 février 1988   | Manuel Burgueño Orduño                                        | Mazatlán, Sinaloa               | Deslinde El Sol del Pacífico                     | Assassiné | ,               |
| 19 mars 1988      | Damián Sergio de Luna                                         | Mexico                          | Revelación                                       | Assassiné | [ 139 ]         |
| 20 avril 1988     | Héctor Félix Miranda                                          | Tijuana, Baja California        | Zeta                                             | Assassiné | [ 140 ]         |
| 15 juillet 1988   | Ronay González Reyes                                          | Comitán, Chiapas                | El Mundo                                         | Assassiné | ,               |
| 23 juillet 1988   | Linda Bejarano de Gómez                                       | Ciudad Juárez, Chihuahua        | XHIJ-TV                                          | Assassiné | ,               |
| 15 octobre 1988   | Rigoberto Coria Ochoa                                         | Acapulco, Guerrero              | El Trópico                                       | Assassiné | [ 125 ]         |
| 1989              | Joel Herrera Zurita                                           | Mexico                          | El Dictamen                                      | Assassiné | [ 115 ]         |
| 11 janvier 1989   | Ezequiel Huerta Acosta                                        | Saltillo, Coahuila              | Avances Políticos                                | Assassiné | ,               |
| 19 janvier 1989   | Alberto Ruvalcaba Torres                                      | Jalisco                         | Novedades de Zapopan                             | Assassiné | [ 146 ]         |
| 11 avril 1989     | Humberto Gallegos Sobrino                                     | Chiapas                         | N/A                                              | Assassiné | ,               |
| 23 avril 1989     | Armando Sánchez Herrera                                       | Río Verde, San Luis Potosí      | Momento                                          | Assassiné | [ 148 ]         |
| Mai 1989          | Francisco Valencia Gómez                                      | Michoacán                       | N/A                                              | Assassiné | [ 148 ]         |
| 29 juin 1989      | Óscar Treviño                                                 | Matamoros, Tamaulipas           | N/A                                              | Assassiné | [ 149 ]         |
| 30 juin 1989      | Elías Mario Medina Valenzuela                                 | Durango, Durango                | El Norte El Sol de Durango                       | Assassiné | ,               |
| Octobre 1989      | Ismael León León                                              | Nezahualcóyotl, Mexico          | Informeza                                        | Assassiné | [ 148 ]         |
| 23 novembre 1989  | Martín Heredia Sánchez                                        | Huatusco, Veracruz              | El Sol del Centro                                | Disparu   | [ 152 ]         |
| 19 décembre 1989  | Rodolfo Mendoza Morales                                       | Puebla                          | El Heraldo de México – Puebla                    | Assassiné | [ 125 ]         |
| 23 décembre 1989  | Elvira Marcelo Esquivel                                       | Mexico                          | El Día                                           | Assassiné | [ 153 ]         |
| 1990              | Raúl Zúñiga                                                   | Oaxaca, Oaxaca                  | N/A                                              | Assassiné | [ 154 ]         |
| 19 janvier 1990   | Antonio Díaz Vargas                                           | Matamoros, Tamaulipas           | El Diario                                        | Assassiné | ,               |
| 10 mars 1990      | Jaime Huitrón Vega                                            | Tula, Hidalgo                   | Tollan                                           | Assassiné | ,               |
| 4 mai 1990        | Roberto Azúa Camacho                                          | Reynosa, Tamaulipas             | El Nacional                                      | Assassiné | ,               |
| 6 juin 1990       | Alfredo Córdova Solórzano                                     | Tapachula, Chiapas              | Unomásdos                                        | Assassiné | [ 158 ]         |
| 1991              | Lázaro Cárdenas                                               | Michoacán                       | Radio Azul                                       | Assassiné | [ 158 ]         |
| 1er février 1991  | Carlos Alberto Medina                                         | Mexico                          | Excélsior                                        | Assassiné | [ 159 ]         |
| 16 mars 1991      | Primitivo González Becerra                                    | Guadalajara, Jalisco            | El Diario                                        | Assassiné | [ 160 ]         |
| 6 avril 1991      | Alejandro Campos Moreno                                       | Cuernavaca, Morelos             | Diario de Morelos                                | Assassiné | ,               |
| 3 juillet 1991    | Víctor Manuel Oropeza                                         | Ciudad Juárez, Chihuahua        | Diario de Juárez                                 | Assassiné | [ 162 ]         |
| 7 octobre 1991    | Juvencio Arenas Gálvez                                        | Mexico                          | Cuestión                                         | Assassiné | [ 163 ]         |
| 14 octobre 1991   | Gabriel Venegas Valencia                                      | Mexico                          | Televisa                                         | Assassiné | [ 164 ]         |
| 3 janvier 1992    | Fernando Preciado Escobar                                     | Tapachula, Chiapas              | La Opinión de la Costa                           | Assassiné | [ 165 ]         |
| 7 avril 1992      | Nicandro López Vásquez                                        | Oaxaca de Juárez                | XEKZ                                             | Assassiné | ,               |
| 13 novembre 1992  | Ignacio Mendoza Castillo                                      | Mexico                          | La Voz del Caribe                                | Assassiné | ,               |
| 28 décembre 1992  | Jesús Núñez Sánchez                                           | Tlalnepantla, Mexico            | Objetivo                                         | Assassiné | [ 165 ]         |
| Janvier 1993      | Carlos Aguilar Garza                                          | Nuevo Laredo, Tamaulipas        | Y Punto                                          | Assassiné | [ 168 ]         |
| 23 janvier 1993   | Maximiano Quirino Escobar                                     | Reynosa, Tamaulipas             | Consigna de Reynosa                              | Assassiné | [ 169 ]         |
| 1er février 1993  | Roberto Antonio Mancilla Herrera                              | Tuxtla Gutiérrez, Chiapas       | Es! Cuarto Poder                                 | Assassiné | [ 170 ]         |
| 5 mars 1993       | José Herrera Cañas                                            | Mexico                          | Servicios Fotográficos Personales                | Assassiné | [ 171 ]         |
| 15 mars 1993      | Jessica Elizalde de León                                      | Ciudad Juárez, Chihuahua        | FM 106 Radio Centro                              | Assassiné | ,               |
| 2 juin 1993       | Araceli Caballero Hernández                                   | Ecatepec, State of Mexico       | El Día                                           | Assassiné | [ 172 ]         |
| 30 juillet 1993   | Gregorio Sánchez Mora                                         | Veracruz                        | La Voz del Pueblo                                | Assassiné | [ 173 ]         |
| 17 mars 1994      | José Agustín Reyes                                            | La Paza, Baja California        | Rasa El Heraldo de México                        | Assassiné | [ 174 ]         |
| 6 juin 1994       | Jorge Martín Dorantes                                         | Morelos                         | El Crucero                                       | Assassiné | [ 175 ]         |
| 6 juillet 1994    | Enrique Peralta Torres                                        | Morelos                         | La Unión de Morelos                              | Assassiné | [ 176 ]         |
| 11 juillet 1994   | José Luis Rojas                                               | Cuernavaca, Morelos             | La Unión de Morelos                              | Assassiné | [ 177 ]         |
| 1995              | Cuauhtémoc Ornelas Ocampo                                     | Torreón, Coahuila               | Alcance                                          | Disparu   | ,               |
| 5 février 1995    | Ruperto Armenta Gerardo                                       | Guasave, Sinaloa                | El Regional                                      | Assassiné | [ 180 ]         |
| 18 juin 1995      | Dante Espartaco Cortés                                        | Tijuana, Baja California        | El Mexicano                                      | Assassiné | [ 181 ]         |
| 25 octobre 1996   | Fernando Martínez Ochoa                                       | Chihuahua                       | Government journalist                            | Assassiné | ,               |
| 3 décembre 1996   | Fernando Balderas Sánchez                                     | Mexico                          | Journaliste spécialiste des affaires criminelles | Assassiné | ,               |
| 3 décembre 1996   | Yolanda Figueroa                                              | Mexico                          | Auteur de romans policiers                       | Assassiné | ,               |
| 22 mars 1997      | Jesús Abel Bueno León                                         | Chilpancingo, Guerrero          | 7 Días                                           | Assassiné | [ 185 ]         |
| 15 juillet 1997   | Benjamín Flores González                                      | San Luis Río Colorado, Sonora   | La Prensa                                        | Assassiné | [ 186 ]         |
| 26 juillet 1997   | Víctor Hernández Martínez                                     | Mexico                          | Cómo                                             | Assassiné | [ 187 ]         |
| 16 décembre 1997  | Margarito Morales Ramírez                                     | Cocula, Jalisco                 | El Nuevo Zitlán                                  | Assassiné | [ 188 ]         |
| 12 février 1998   | Luis Mario García Rodríguez                                   | Mexico                          | La Tarde                                         | Assassiné | [ 189 ]         |
| 3 août 1998       | Sally-Sue Hulse                                               | Mexico                          | TIMES – Mexico                                   | Assassiné | [ 190 ]         |
| 23 octobre 1998   | Claudio Cortés García                                         | Mexico                          | Le Monde Diplomatique                            | Assassiné | ,               |
| 29 octobre 1998   | Pedro Valle Hernández                                         | Zihuatanejo, Guerrero           | Radio Variedades XEUQ                            | Assassiné | ,               |
| 15 décembre 1998  | Philip True                                                   | Jalisco                         | San Antonio Express-News                         | Assassiné | [ 194 ]         |
| 15 avril 1999     | Mario Morales Palacios                                        | Matamoros, Tamaulipas           | El Bravo                                         | Assassiné | ,               |
| 28 avril 1999     | Ramiro Ramírez Duarte                                         | Zacapu, Michoacán               | El Heraldo                                       | Assassiné | [ 118 ]         |
| 7 juin 1998       | Paco Stanley                                                  | Mexico                          | TV Azteca                                        | Assassiné | [ 196 ]         |
| 7 février 2000    | Luis Roberto Cruz Martínez                                    | Reynosa, Tamaulipas             | Multicosas                                       | Assassiné | ,               |
| 9 avril 2000      | Pablo Pineda Gaucín                                           | Matamoros, Tamaulipas           | La Opinión                                       | Assassiné | [ 199 ]         |
| 19 avril 2000     | Hugo Sánchez Eustaquio                                        | Atizapan de Zaragoza, Mexico    | La Verdad                                        | Assassiné | [ 200 ]         |
| 28 avril 2000     | José Ramírez Puente                                           | Ciudad Juárez, Chihuahua        | Radio Net                                        | Assassiné | [ 201 ]         |
| 22 juin 2000      | William Uicab Salas                                           | Chetumal, Quintana Roo          | Canal 8                                          | Assassiné | [ 202 ]         |
| 31 octobre 2000   | Alfredo García Márquez                                        | Hermosillo, Sonora              | Encuentro                                        | Assassiné | [ 203 ]         |
| 9 février 2001    | Humberto Méndez Rendón                                        | Gómez Palacio, Durango          | Canal 6 de Durango                               | Assassiné | [ 204 ]         |
| 21 février 2001   | José Luis Ortega Mata                                         | Ojinaga, Chihuahua              | Seminario de Ojinaga                             | Assassiné | [ 205 ]         |
| 9 mars 2001       | José Barbosa Bejarano                                         | Ciudad Juárez, Chihuahua        | Alarma                                           | Assassiné | [ 197 ]         |
| 27 mars 2001      | Saúl Antonio Martínez Gutiérrez                               | Matamoros, Tamaulipas           | El Imparcial                                     | Assassiné | [ 206 ]         |
| 12 janvier 2002   | Félix Alfonso Fernández García                                | Miguel Alemán, Tamaulipas       | Nueva Opción                                     | Assassiné | [ 207 ]         |
| 1er février 2002  | Julio Samuel Morales Ferrón Nom d'auteur: (Severo Mirón)      | Tacuba, Mexico                  | El Sol de México                                 | Assassiné | [ 208 ]         |
| 15 octobre 2002   | José Miranda Virgen                                           | Veracruz                        | El Sur de Veracruz                               | Assassiné | [ 209 ]         |
| 10 juin 2003      | Jesús Sandalio Mejía Lechuga                                  | Martínez de la Torre, Veracruz  | Primera Hora Ms Noticias                         | Assassiné | ,               |
| 15 septembre 2003 | Gregorio Urieta                                               | Acapulco, Guerrero              | El Sur                                           | Assassiné | ,               |
| 13 décembre 2003  | Rafael Villafuerte Aguilar                                    | Ciudad Altamirano, Guerrero     | La Razón                                         | Assassiné | ,               |
| 11 février 2004   | Alberto Torres Villegas                                       | Córdoba, Veracruz               | El Sol del Centro                                | Assassiné | [ 212 ]         |
| 21 février 2004   | Míriam Denise Ramos Delgado                                   | Hermosillo, Sonora              | Notimex                                          | Assassiné | [ 213 ]         |
| 19 mars 2004      | Roberto Javier Mora García                                    | Nuevo Laredo, Tamaulipas        | El Mañana                                        | Assassiné | [ 214 ]         |
| 22 juin 2004      | Francisco Javier Ortiz Franco                                 | Tijuana, Baja California        | Zeta                                             | Assassiné | [ 215 ]         |
| 31 août 2004      | Francisco Arratia Saldierna                                   | Matamoros, Tamaulipas           | El Imparcial El Regional                         | Assassiné | [ 216 ]         |
| 9 septembre 2004  | Leodegario Aguilera Lucas                                     | Guerrero                        | Mundo Político                                   | Assassiné | [ 197 ]         |
| 28 novembre 2004  | Gregorio Rodríguez Hernández                                  | Escuinapa, Sinaloa              | El Debate                                        | Assassiné | [ 217 ]         |
| 2 avril 2005      | Alfredo Jiménez Mota                                          | Hermosillo, Sonora              | El Imparcial                                     | Disparu   | ,               |
| 8 avril 2005      | Raúl Gibb Guerrero                                            | Poza Rica, Veracruz             | La Opinión                                       | Assassiné | [ 220 ]         |
| 16 avril 2005     | Dolores Guadalupe García Escamilla                            | Nuevo Laredo, Tamaulipas        | Stereo 91                                        | Assassiné | [ 221 ]         |
| 17 septembre 2005 | José Reyes Brambila                                           | Guadalajara, Jalisco            | Vallarta Milenio                                 | Assassiné | [ 222 ]         |
| 31 octobre 2005   | Hugo Barragán Ortiz                                           | Tierra Blanca, Veracruz         | XEJF Radio Max La Crónica de la Cuenca           | Assassiné | [ 223 ]         |
| 25 octobre 2005   | Julio César Martínez Pérez                                    | Reynosa, Tamaulipas             | Siglo de México                                  | Assassiné | ,               |
| 6 janvier 2006    | José Valdés                                                   | Sabinas, Coahuila               | Journaliste Radio                                | Assassiné | [ 226 ]         |
| 9 mars 2006       | Jaime Arturo Olvera Bravo                                     | La Piedad, Michoacán            | La Voz de Michoacán                              | Assassiné | [ 227 ]         |
| 10 mars 2006      | Ramiro Téllez Contreras                                       | Nuevo Laredo, Tamaulipas        | Exa 957                                          | Assassiné | ,               |
| 26 mars 2006      | Rosendo Pardo Ozuna                                           | Tuxtla Gutiérrez, Chiapas       | La Voz del Sureste                               | Assassiné | [ 229 ]         |
| 8 juillet 2008    | Rafael Ortiz Martínez                                         | Monclova, Coahuila              | Zócalo                                           | Disparu   | [ 230 ]         |
| 10 août 2006      | Enrique Perea Quintanilla                                     | Chihuahua, Chihuahua            | Dos Caras, Una Verdad                            | Assassiné | [ 231 ]         |
| 27 octobre 2006   | Bradley Will                                                  | Santa Lucía del Camino, Oaxaca  | Indymedia                                        | Assassiné | [ 232 ]         |
| 10 novembre 2006  | Misael TaMaio Hernández                                       | Zihuatanejo, Guerrero           | El Despertar de la Costa                         | Assassiné | [ 233 ]         |
| 17 novembre 2006  | José Manuel Nava Sánchez                                      | Mexico                          | Excélsior El Sol de México                       | Assassiné | [ 234 ]         |
| 20 novembre 2006  | José Antonio García Apac                                      | Tepalcatepec, Michoacán         | Ecos de la Cuenca                                | Disparu   | [ 235 ]         |
| 21 novembre 2006  | Roberto Marcos García                                         | Veracruz                        | Alarma Testimonio                                | Assassiné | [ 236 ]         |
| 30 novembre 2006  | Alfonso Sánchez Guzmán                                        | Orizaba, Veracruz               | Enlace Veracruz Televisa Veracruz                | Assassiné | [ 237 ]         |
| 8 décembre 2006   | Raúl Marcial Pérez                                            | Oaxaca, Oaxaca                  | El Gráfico                                       | Assassiné | [ 238 ]         |

## Durant la guerre de la drogue au Mexique
| Date               | Identité                           | Lieu                                   | Média                                                   | Statut     | Réf     |
| ------------------ | ---------------------------------- | -------------------------------------- | ------------------------------------------------------- | ---------- | ------- |
| 17 janvier 2007    | Gerardo Guevara Domínguez          | Ocampo, Durango                        | Siglo XXI                                               | Assassiné  | [ 239 ] |
| 20 janvier 2007    | Rodolfo Rincón Taracena            | Villahermosa, Tabasco                  | Tabasco Hoy                                             | Assassiné  | [ 240 ] |
| 6 avril 2007       | Amado Ramírez Dillanes             | Acapulco, Guerrero                     | Radiorama                                               | Assassiné  | [ 241 ] |
| 16 avril 2007      | Saúl Noé Martínez Ortega           | Nuevo Casas Grandes, Chihuahua         | Interdiario                                             | Assassiné  | [ 242 ] |
| 9 mai 2007         | Gabriel González Rivera            | Mexico                                 | Denuncia ciudadana                                      | Assassiné  | [ 243 ] |
| 5 septembre 2007   | Óscar Rivera Inzunza               | Culiacán, Sinaloa                      | Noroeste                                                | Assassiné  | [ 244 ] |
| 8 octobre 2007     | Mateo Cortés Martínez              | Tehuantepec, Oaxaca                    | El Imparcial del Istmo                                  | Assassiné  | [ 245 ] |
| 8 octobre 2007     | Agustín López Nolasco              | Tehuantepec, Oaxaca                    | El Imparcial del Istmo                                  | Assassiné  | [ 246 ] |
| 8 octobre 2007     | Flor Vásquez López                 | Tehuantepec, Oaxaca                    | El Imparcial del Istmo                                  | Assassiné  | [ 247 ] |
| 3 décembre 2007    | Gastón Alonso Acosta Toscano       | Aguas Prieta, Sonora                   | Noticias de la Frontera                                 | Assassiné  | [ 248 ] |
| 8 décembre 2007    | Gerardo Israel García Pimentel     | Uruapan, Michoacán                     | La Opinión de Michoacán                                 | Assassiné  | [ 249 ] |
| 8 décembre 2007    | Juan Pablo Solís                   | Tuxpan, Michoacán                      | Radio Zitácuaro                                         | Assassiné  | ,       |
| 7 janvier 2008     | Claudia Rodríguez Llera            | Mexico                                 | Revista Cinemagazine Radio Mix Ecatepec                 | Assassiné  | [ 200 ] |
| 5 février 2008     | Francisco Ortiz Monroy             | Camargo, Tamaulipas                    | Diario de México                                        | Assassiné  | [ 252 ] |
| 7 février 2008     | Bonifacio Cruz Santiago            | Nezahualcóyotl, Mexico                 | El Real                                                 | Assassiné  | [ 253 ] |
| 7 février 2008     | Alfonso Cruz Cruz                  | Nezahualcóyotl, Mexico                 | El Real                                                 | Assassiné  | [ 253 ] |
| 12 février 2008    | Mauricio Estrada Zamora            | Apatzingán, Michoacán                  | La Opinión de Apatzingán                                | Disparu    | [ 254 ] |
| 7 avril 2008       | Teresa Bautista Merino             | Putla de Guerrero, Oaxaca              | Radio Copala                                            | Assassiné  | [ 255 ] |
| 7 avril 2008       | Felicitas Martínez Sánchez         | Putla de Guerrero, Oaxaca              | Radio Copala                                            | Assassiné  | [ 256 ] |
| 25 juin 2008       | Candelario Pérez Pérez             | Ciudad Juárez, Chihuahua               | Freelance journalist                                    | Assassiné  | [ 257 ] |
| 24 septembre 2008  | Alejandro Zenón Fonseca Estrada    | Villahermosa, Tabasco                  | EXA FM                                                  | Assassiné  | [ 258 ] |
| 10 octobre 2008    | Francisco Javier Salas             | Tijuana, Baja California               | El Mexicano                                             | Assassiné  | [ 259 ] |
| 10 octobre 2008    | David García Monroy                | Chihuahua, Chihuahua                   | La Jornada El Diario de Chihuahua                       | Assassiné  | [ 260 ] |
| 10 octobre 2008    | Miguel Angel Villagómez Valle      | Lázaro Cárdenas, Michoacán             | La Noticia de Michoacán                                 | Assassiné  | [ 261 ] |
| 13 novembre 2008   | Armando Rodríguez Carreón          | Ciudad Juárez, Chihuahua               | El Diario de Juárez                                     | Assassiné  | [ 262 ] |
| 14 décembre 2008   | Raúl Martínez López                | Poza Rica, Veracruz                    | Noreste de Poza Rica                                    | Assassiné  | [ 209 ] |
| 13 février 2009    | Jean Paul Ibarra Ramírez           | Iguala, Guerrero                       | El Correo                                               | Assassiné  | [ 263 ] |
| 24 février 2009    | Luis Daniel Méndez Hernández       | Huayacocotla, Veracruz                 | La Poderosa                                             | Assassiné  | [ 264 ] |
| 27 février 2009    | Juan Carlos Hernández Mundo        | Taxco, Guerrero                        | El Quijote Ultimátum de Taxco                           | Assassiné  | [ 265 ] |
| 3 mai 2009         | Carlos Ortega Samper               | Santa María El Oro, Durango            | El Tiempo de Durango                                    | Assassiné  | [ 266 ] |
| 26 mai 2009        | Eliseo Barrón Hernández            | Gómez Palacio, Durango                 | La Opinión – Milenio                                    | Assassiné  | [ 267 ] |
| 12 juillet 2009    | Martín Javier Miranda Avilés       | Zitácuaro, Michoacán                   | Quadratín Panorama                                      | Assassiné  | [ 268 ] |
| 14 juillet 2009    | Ernesto Montañez Valdivia          | Ciudad Juárez, Chihuahua               | Enfoque del Sol de Chihuahua                            | Assassiné  | [ 269 ] |
| 28 juillet 2009    | Juan Daniel Martínez Gil           | Acapulco, Guerrero                     | Radiorama Acapulco                                      | Assassiné  | [ 270 ] |
| 21 septembre 2009  | Jaime Omar Gándara Sanmartín       | Chihuahua, Chihuahua                   | Freelance photographer                                  | Assassiné  | [ 271 ] |
| 23 septembre 2009  | Norberto Miranda Madrid            | Casas Grandes, Chihuahua               | Radio Visión                                            | Assassiné  | [ 272 ] |
| 10 octobre 2009    | Gerardo Esparza Mata               | Durango, Durango                       | Local government reporter                               | Assassiné  | [ 273 ] |
| 11 octobre 2009    | Fabián Ramírez López               | Mazatlán, Sinaloa                      | La Magia 97.1                                           | Assassiné  | [ 274 ] |
| 2 novembre 2009    | José Vladimir Antuna García        | Durango, Durango                       | El Tiempo de Durango                                    | Assassiné  | [ 275 ] |
| 11 novembre 2009   | María Esther Aguilar Cansimbe      | Zamora, Michoacán                      | Diario de Zamora Cambio de Michoacán                    | Disparu    | ,       |
| 24 novembre 2009   | José Emilio Galindo Robles         | Ciudad Guzmán, Jalisco                 | Radio Universidad de Guadalajara                        | Assassiné  | [ 197 ] |
| 23 décembre 2009   | José Alberto Velázquez López       | Tulum, Quintana Roo                    | Expresiones de Tulum                                    | Assassiné  | [ 278 ] |
| 16 janvier 2010    | José Luis Romero                   | Los Mochis, Sinaloa                    | Línea Directa                                           | Assassiné  | [ 279 ] |
| 8 janvier 2010     | Valentín Valdés Espinosa           | Saltillo, Coahuila                     | Zócalo de Saltillo                                      | Assassiné  | [ 280 ] |
| 29 janvier 2010    | Jorge Ochoa Martínez               | Ayutla de los Libres, Guerrero         | El Sol de la Costa                                      | Assassiné  | [ 281 ] |
| Mars 2010          | Miguel Ángel Domínguez Zamora      | Reynosa, Tamaulipas                    | El Mañana de Reynosa                                    | Disparu    | [ 282 ] |
| Mars 2010          | Pedro Argüello                     | Reynosa, Tamaulipas                    | La Tarde El Mañana de Reynosa                           | Disparu    | [ 282 ] |
| Mars 2010          | David Silva                        | Reynosa, Tamaulipas                    | La Tarde El Mañana de Reynosa                           | Disparu    | [ 282 ] |
| 2 mars 2010        | Jorge Rábago Valdez                | Reynosa, Tamaulipas                    | La Prensa                                               | Assassiné  | [ 283 ] |
| 12 mars 2010       | Evaristo Pacheco Solís             | Chilpancingo, Guerrero                 | Visión Informativa                                      | Assassiné  | [ 284 ] |
| 6 avril 2010       | Ramón Ángeles Zalpa                | Michoacán                              | Cambio de Michoacán                                     | Disparu    | [ 285 ] |
| 10 avril 2010      | Enrique Villicaña Palomares        | Morelia, Michoacán                     | La Voz de Michoacán                                     | Assassiné  | [ 286 ] |
| 20 avril 2010      | Evaristo Ortega Zárate             | Colipa, Veracruz                       | Espacio                                                 | Disparu    | [ 287 ] |
| 17 avril 2010      | María Isabella Cordero             | Chihuahua, Chihuahua                   | Televisa Chihuahua                                      | Assassiné  | [ 288 ] |
| 10 mai 2010        | Gamaliel López Candanosa           | Monterrey, Nuevo León                  | TV Azteca Monterrey                                     | Disparu    | ,       |
| 10 mai 2010        | Gerardo Paredes Pérez              | Monterrey, Nuevo León                  | TV Azteca Monterrey                                     | Disparu    | ,       |
| 23 juin 2010       | Miguel Ángel Bueno Méndez          | Huixquilucan, State of Mexico          | Diario Nuestro Distrito                                 | Assassiné  | [ 291 ] |
| 28 juin 2010       | Juan Francisco Rodríguez Ríos      | Coyuca de Benítez, Guerrero            | El Sol de Acapulco                                      | Assassiné  | [ 292 ] |
| 28 juin 2010       | María Elvira Hernández Galeana     | Coyuca de Benítez, Guerrero            | Nueva Línea                                             | Assassiné  | [ 293 ] |
| 6 juillet 2010     | Hugo Alfredo Olivera Cartas        | Apatzingán, Michoacán                  | Quadratín La Voz de Michoacán                           | Assassiné  | [ 294 ] |
| 10 juillet 2010    | Marco Aurelio Martínez Tijerina    | Montemorelos, Nuevo León               | XEDD Radio La Tremenda                                  | Assassiné  | [ 295 ] |
| 10 juillet 2010    | Guillermo Alcaraz Trejo            | Chihuahua, Chihuahua                   | State government journalist                             | Assassiné  | [ 295 ] |
| 7 septembre 2010   | Marcelo Tenorio Ocampo             | Campeche                               | N/A                                                     | Assassiné  | [ 197 ] |
| 16 septembre 2010  | Luis Carlos Santiago Orozco        | Ciudad Juárez, Chihuahua               | El Diario de Juárez                                     | Assassiné  | [ 296 ] |
| 27 septembre 2010  | Rafael Armando Muro                | Ciudad Juárez, Chihuahua               | Chihuahuapost.com                                       | Assassiné  | [ 297 ] |
| 30 septembre 2010  | Juan Francisco García Márquez      | Ciudad Juárez, Chihuahua               | Diario PM                                               | Assassiné  | [ 298 ] |
| 4 octobre 2010     | José Juan Núñez Sarabia            | Santiago Papasquiaro, Durango          | N/A                                                     | Assassiné  | [ 299 ] |
| 28 octobre 2010    | Selene Hernández León              | Toluca, Mexico                         | Nuestro Tiempo                                          | Assassiné  | [ 300 ] |
| 5 novembre 2010    | Carlos Alberto Guajardo Romero     | Matamoros, Tamaulipas                  | Expreso Matamoros                                       | Assassiné  | [ 301 ] |
| 9 février 2011     | Rodolfo Ochoa Moreno               | Torreón, Coahuila                      | Grupo Multimedios Laguna                                | Assassiné  | [ 302 ] |
| 25 mars 2011       | Luis Emmanuel Ruiz Carrillo        | Guadalupe, Nuevo León                  | La Prensa                                               | Assassiné  | [ 303 ] |
| 25 mars 2011       | José Luis Cerda Meléndez           | Guadalupe, Nuevo León                  | Televisa Monterrey                                      | Assassiné  | [ 304 ] |
| 31 mai 2011        | Noel López Olguín                  | Chinameca, Veracruz                    | La Verdad de Jáltipan                                   | Assassiné  | [ 305 ] |
| 7 juin 2011        | Marco Antonio López Ortiz          | Acapulco, Guerrero                     | Novedades Acapulco                                      | Disparu    | [ 306 ] |
| 14 juin 2011       | Pablo Ruelas Barraza               | Huatabampo, Sonora                     | Diario del Yaqui El Regional de Sonora                  | Assassiné  | ,       |
| 20 juin 2011       | Miguel Ángel López Velasco         | Veracruz                               | Notiver                                                 | Assassiné  | [ 308 ] |
| 20 juin 2011       | Misael López Solana                | Veracruz                               | Notiver                                                 | Assassiné  | [ 309 ] |
| 3 juillet 2011     | Ángel Castillo Corona              | Ocuilan, State of Mexico               | Puntual Diario de México                                | Assassiné  | [ 310 ] |
| 26 juillet 2011    | Yolanda Ordaz de la Cruz           | Veracruz, Veracruz                     | Notiver                                                 | Assassiné  | [ 311 ] |
| 1er septembre 2011 | Ana María Marcela Yarce Viveros    | Iztapalapa, Mexico                     | Contralínea                                             | Assassiné  | [ 312 ] |
| 1er septembre 2011 | Rocío González Trápaga             | Iztapalapa, Mexico                     | Televisa Mexico City                                    | Assassiné  | [ 312 ] |
| 20 septembre 2011  | Manuel Gabriel Fonseca Hernández   | Acayucán, Veracruz                     | El Mañanero                                             | Disparu    | [ 313 ] |
| 24 septembre 2011  | María Elizabeth Macías Castro      | Nuevo Laredo, Tamaulipas               | Primera Hora                                            | Assassiné  | [ 314 ] |
| 25 août 2011       | Humberto Millán Salazar            | Culiacán, Sinaloa                      | A Discusión Radio Fórmula Culiacán                      | Assassiné  | [ 315 ] |
| 3 décembre 2011    | Hugo César Muruato Flores          | Chihuahua, Chihuahua                   | La Caliente 90.9                                        | Assassiné  | [ 316 ] |
| 7 janvier 2012     | Raúl Régulo Quirino Garza          | Cadereyta, Nuevo León                  | La Última Palabra                                       | Assassiné  | [ 317 ] |
| 20 avril 2012      | Héctor Javier Salinas Aguirre      | Chihuahua, Chihuahua                   | 920 Radio Noticias                                      | Assassiné  | ,       |
| 20 avril 2012      | Javier Moya Muñoz                  | Chihuahua, Chihuahua                   | Journaliste radio locale                                | Assassiné  | [ 318 ] |
| 28 avril 2012      | Regina Martínez Pérez              | Xalapa, Veracruz                       | Proceso                                                 | Assassiné  | [ 320 ] |
| 3 mai 2012         | Gabriel Huge Córdova               | Boca del Río, Veracruz                 | Notiver                                                 | Assassiné  | [ 321 ] |
| 3 mai 2012         | Guillermo Luna Varela              | Boca del Río, Veracruz                 | Veracruznews                                            | Assassiné  | [ 321 ] |
| 3 mai 2012         | Esteban Rodríguez                  | Boca del Río, Veracruz                 | Diario AZ                                               | Assassiné  | [ 322 ] |
| 3 mai 2012         | Ana Irasema Becerra Jiménez        | Boca del Río, Veracruz                 | El Dictamen                                             | Assassiné  | [ 323 ] |
| 13 mai 2012        | René Orta Salgado                  | Cuernavaca, Morelos                    | El Sol de Cuernavaca                                    | Assassiné  | [ 324 ] |
| 18 mai 2012        | Marco Antonio Ávila García         | Empalme, Sonora                        | Diario Sonora de la Tarde El Regional de Ciudad Obregón | Assassiné  | [ 325 ] |
| 21 mai 2012        | Zane Plemmons                      | Nuevo Laredo, Tamaulipas               | Journaliste indépendant                                 | Disparu    | ,       |
| 14 juin 2012       | Víctor Manuel Báez Chino           | Xalapa, Veracruz                       | Milenio Xalapa                                          | Assassiné  | ,       |
| 23 juin 2012       | Federico Manuel García Contreras   | Tanquián de Escobedo, San Luis Potosí  | Punto Crítico Voces de Mediodía                         | Disparu    | [ 330 ] |
| 30 juin 2012       | Armando Montaño                    | Mexico                                 | The Associated Press                                    | Assassiné  | [ 331 ] |
| 25 juillet 2012    | Miguel Morales Estrada             | Poza Rica, Veracruz                    | Diario de Poza Rica                                     | Disparu    | [ 332 ] |
| 19 août 2012       | Ernesto Araujo Cano                | Chihuahua, Chihuahua                   | El Heraldo de Chihuahua                                 | Assassiné  | ,       |
| 20 août 2012       | José Antonio Aguilar Mota          | Ecuandureo, Michoacán                  | Freelance photographer                                  | Assassiné  | [ 335 ] |
| 20 août 2012       | Arturo Barajas López               | Ecuandureo, Michoacán                  | Diario de Zamora                                        | Assassiné  | [ 335 ] |
| 15 octobre 2012    | Ramón Abel López Aguilar           | Tijuana, Baja California               | Tijuana Informativo                                     | Assassiné  | [ 336 ] |
| 26 octobre 2012    | Adela Jazmín Alcaraz López         | San Luis Potosí, San Luis Potosí       | Canal 12                                                | Disparu    | [ 337 ] |
| 14 novembre 2012   | Adrián Silva Moreno                | Tehuacán, Puebla                       | Journaliste indépendant                                 | Assassiné  | [ 338 ] |
| 27 novembre 2012   | Sergio Landa Rosales               | José Cardel, Veracruz                  | El Diario de Cardel                                     | Disparu    | [ 339 ] |
| 22 décembre 2012   | David Araujo Arévalo               | Acapulco, Guerrero                     | Novedades de Acapulco                                   | Assassiné  | ,       |
| 4 mars 2013        | Jaime Guadalupe González Domínguez | Ojinaga, Chihuahua                     | Ojinaganoticias.com.mx                                  | Assassiné  | [ 342 ] |
| 11 mars 2013       | Víctor Javier Campos               | Agua Prieta, Sonora                    | El Diario de Juárez                                     | Assassiné  | [ 343 ] |
| 15 mars 2013       | Juan José García                   | Jiménez, Chihuahua                     | Televisa Chihuahua                                      | Assassiné  | [ 344 ] |
| 15 avril 2013      | Alonso de la Colina Sordo          | Puebla, Puebla                         | TV Azteca Puebla                                        | Assassiné  | [ 345 ] |
| 24 avril 2013      | Daniel Alejandro Martínez Bazaldúa | Saltillo, Coahuila                     | Vanguardia                                              | Assassiné  | [ 346 ] |
| 30 avril 2013      | Gerardo José Padilla Blanquet      | Saltillo, Coahuila                     | Radio Grande de Coahuila                                | Disparu    | [ 347 ] |
| 2 mai 2013         | Rosa María Ríos Campos             | Morelia, Michoacán                     | Présentatrice TV                                        | Assassiné  | [ 348 ] |
| 24 juin 2013       | Mario Ricardo Chávez Jorge         | Reynosa, Tamaulipas                    | El Ciudadano                                            | Assassiné  | [ 349 ] |
| 17 juillet 2013    | Alberto López Bello                | Oaxaca, Oaxaca                         | El Imparcial                                            | Assassiné  | [ 350 ] |
| 5 novembre 2013    | Alberto Angulo Gerardo             | Angostura (en), Sinaloa                | Televisa Hermosillo                                     | Assassiné  | [ 351 ] |
| 23 janvier 2014    | Miguel Ángel Guzmán Garduño        | Chilpancingo, Guerrero                 | Vértice                                                 | Assassiné  | [ 352 ] |
| 5 février 2014     | Gregorio Jiménez de la Cruz        | Coatzacoalcos, Veracruz                | Notisur Liberal del Sur                                 | Assassiné  | [ 353 ] |
| 16 février 2014    | Omar Reyes Fabián                  | Miahuatlán de Porfirio Díaz, Oaxaca    | Tiempo                                                  | Assassiné  | [ 354 ] |
| 28 février 2014    | Benjamín Galván Gómez              | Tamaulipas                             | Última Hora Primera Hora                                | Assassiné  | ,       |
| 2 juin 2014        | Jorge Torres Palacios              | Acapulco, Guerrero                     | El Dictamen de Guerrero                                 | Assassiné  | [ 357 ] |
| 21 juillet 2014    | Julián Bacasegua Castro            | Guasave, Sinaloa                       | N/A                                                     | Disparu    | [ 358 ] |
| 30 juillet 2014    | Nolberto Herrera Rodríguez         | Guadalupe, Zacatecas                   | Canal 9                                                 | Assassiné  | [ 359 ] |
| 12 août 2014       | Octavio Rojas Hernández            | Cosolapa, Oaxaca                       | El Buen Tono                                            | Assassiné  | [ 360 ] |
| 21 août 2014       | Marlén Valdez García               | Benito Juárez, Nuevo León              | La Última Palabra                                       | Assassiné  | ,       |
| 27 août 2014       | Adrián Gaona Belmonte              | Reynosa, Tamaulipas                    | La Comadrita 97.3 Fm Radio                              | Assassiné  | ,       |
| 3 septembre 2014   | Víctor Pérez Pérez                 | Ciudad Juárez, Chihuahua               | Sucesos                                                 | Assassiné  | [ 364 ] |
| 12 octobre 2014    | Octavio Atilano Román Tirado       | Mazatlán, Sinaloa                      | ABC Radio                                               | Assassiné  | [ 365 ] |
| 16 octobre 2014    | María del Rosario Fuentes Rubio    | Reynosa, Tamaulipas                    | Valor por Tamaulipas                                    | Assassiné  | ,       |
| 22 octobre 2014    | Jesús Antonio Gamboa Urías         | Los Mochis, Sinaloa                    | Nueva Prensa                                            | Assassiné  | [ 368 ] |
| 3 décembre 2014    | Mario Alberto Crespo Ayón          | Mazatlán, Sinaloa                      | Uno TV                                                  | Disparu    | [ 369 ] |
| 2 janvier 2015     | Moisés Sánchez Cerezo              | Medellín de Bravo, Veracruz            | La Unión                                                | Assassiné  | [ 370 ] |
| 4 janvier 2015     | Jazmín Martínez Sánchez            | Ixtlán del Río, Nayarit                | Televisa Tepic                                          | Assassiné  | [ 371 ] |
| 5 janvier 2015     | Jesús Tapia Rodríguez              | Parras de la Fuente, Coahuila          | Parras TV                                               | Assassiné  | [ 372 ] |
| 14 avril 2015      | Abel Manuel Bautista Raymundo      | Santiago Juxtlahuaca, Oaxaca           | Radio Spacio 96.1 FM                                    | Assassiné  | [ 373 ] |
| 4 mai 2015         | Armando Saldaña Morales            | Cosolapa, Oaxaca                       | Radio Max La Ke Buena                                   | Assassiné  | [ 374 ] |
| 18 juin 2015       | Ismael Díaz López                  | Teapa, Tabasco                         | El Criollo Tabasco Hoy                                  | Assassiné  | [ 375 ] |
| 26 juin 2015       | Gerardo Nieto Álvarez              | Comonfort, Guanajuato                  | El Tábano                                               | Assassiné  | [ 376 ] |
| 2 juillet 2015     | Filadelfo Sánchez Sarmiento        | Miahuatlán, Oaxaca                     | La Favorita 103.3 FM                                    | Assassiné  | [ 377 ] |
| 2 juillet 2015     | Juan Mendoza Delgado               | Medellín de Bravo, Veracruz            | El Dictamen Escribiendo la Verdad                       | Assassiné  | [ 378 ] |
| 9 juillet 2015     | Édgar Hernández García             | Santa María Huatulco, Oaxaca           | Oaxaca Foro Político                                    | Assassiné  | [ 379 ] |
| 1er août 2015      | Rubén Espinosa Becerril            | Mexico                                 | Proceso                                                 | Assassiné  | [ 380 ] |
| 4 août 2015        | Adrián Martínez López              | Jalpa de Méndez, Tabasco               | Glamour Arte Fotográfico                                | Assassiné  | [ 381 ] |
| 6 août 2015        | Juan Manuel Calderón García        | San Blas, Nayarit                      | La Caliente 107.4 FM                                    | Assassiné  | [ 382 ] |
| 13 août 2015       | Juan Heriberto Santos Cabrera      | Orizaba, Veracruz                      | Televisa                                                | Assassiné  | [ 383 ] |
| 22 août 2015       | Eduardo Herrera Sáenz              | Piedras Negras, Coahuila               | Televisa                                                | Assassiné  | [ 384 ] |
| 22 septembre 2015  | David Alonso Correa Rangel         | Ciudad Hidalgo, Michoacán              | Freelance photographer                                  | Assassiné  | [ 385 ] |
| 23 septembre 2015  | José Joaquín Pérez Morales         | Villahermosa, Tabasco                  | Diario Presente                                         | Assassiné  | [ 386 ] |
| 23 septembre 2015  | Aurelio Hernández Herrera          | Villahermosa, Tabasco                  | Diario Presente                                         | Assassiné  | [ 386 ] |
| 28 décembre 2015   | América Maribel Alva Larrazolo     | Ciudad Juárez, Chihuahua               | N/A                                                     | Assassiné  | [ 387 ] |
| 21 janvier 2016    | Marcos Hernández Bautista          | San Andrés Huaxpaltepec, Oaxaca        | Imagen de Oaxaca Diario Noticias Voz                    | Assassiné  | [ 388 ] |
| 22 janvier 2016    | Reynel Martínez Cerqueda           | Santiago Laollaga, Oaxaca              | Manantial                                               | Assassiné  | [ 389 ] |
| 9 février 2016     | Anabel Flores Salazar              | Tehuacán, Puebla                       | El Sol de Orizaba                                       | Assassiné  | [ 390 ] |
| 20 février 2016    | Moisés Dagdug Lutzow               | Tabasco                                | VX media group                                          | Assassiné  | [ 391 ] |
| 25 avril 2016      | Francisco Pacheco Beltrán          | Taxco, Guerrero                        | El Sol de Acapulco                                      | Assassiné  | [ 392 ] |
| 14 mai 2016        | Manuel Santiago Torres González    | Poza Rica, Veracruz                    | TV Azteca, Radiover.com                                 | Assassiné  | [ 392 ] |
| 19 juin 2016       | Elidio Ramos Zárate                | Oaxaca de Juárez                       | El Sur                                                  | Assassiné  | [ 391 ] |
| 20 juin 2016       | Zamira Esther Bautista             | Tamaulipas                             | El Mercurio and La Verdad                               | Assassiné  | [ 391 ] |
| 26 juin 2016       | Salvador García Olmos              | Huajuapan de León, Oaxaca              | Tu Un Ñuu Savi                                          | Assassiné  | [ 393 ] |
| 20 juillet 2016    | Pedro TaMaio Rosas                 | Tierra Blanca, Veracruz                | Al Calor Politico and Piñero de la Cuenca               | Assassiné  | [ 394 ] |
| 12 septembre 2016  | Agustín Pavia                      | Huajuapan de León, Oaxaca              | Tu Un Ñuu Savi                                          | Assassiné  | [ 393 ] |
| 14 septembre 2016  | Aurelio Cabrera Campos             | Huauchinango, Mexico                   | El Gráfico de la Sierra                                 | Assassiné  | [ 393 ] |
| 10 décembre 2016   | Jesús Adrián Rodríguez Samaniego   | Chihuahua, Chihuahua                   | N/A                                                     | Assassiné  | [ 395 ] |
| 22 février 2017    | Carlos Alberto García Martínez     | Tecomán, Colima                        | Radiorama Colima                                        | Assassiné  | [ 396 ] |
| 3 mars 2017        | Cecilio Pineda Birto               | Ciudad Altamirano, Guerrero            | La Voz de Tierra Caliente                               | Assassiné  | [ 397 ] |
| 19 mars 2017       | Ricardo Monlui Cabrera             | Yanga, Veracruz                        | El Sol de Córdoba                                       | Assassiné  | [ 398 ] |
| 24 mars 2017       | Miroslava Breach Velducea          | Chihuahua, Chihuahua                   | Norte La Jornada                                        | Assassiné  | [ 399 ] |
| 14 avril 2017      | Maximino Rodríguez Palacios        | La Paz, Baja California Sur            | Colectivo Pericú                                        | Assassiné  | [ 400 ] |
| 17 avril 2017      | Juan José Roldán                   | Calpulalpan, Tlaxcala                  | Síntesis de Tlaxcala                                    | Assassiné  | ,       |
| 1er mai 2017       | Filiberto Álvarez Landeros         | Tlaquiltenango, Morelos                | La Señal de Jojutla                                     | Assassiné  | [ 403 ] |
| 15 mai 2017        | Javier Valdez Cárdenas             | Culiacán, Sinaloa                      | Ríodoce                                                 | Assassiné  | ,       |
| 15 mai 2017        | Héctor Jonathan Rodríguez Córdoba  | Autlán de Navarro, Jalisco             | El Costeño                                              | Assassiné  | [ 406 ] |
| 18 mai 2017        | Salvador Adame Pardo               | Múgica (en), Michoacán                 | Canal 6TV                                               | Disparu    | [ 407 ] |
| 10 juillet 2017    | Edwin Rivera Paz                   | Acayucan, Veracruz                     | Hable                                                   | Assassiné  | [ 408 ] |
| 31 juillet 2017    | Luciano Rivera                     | Rosarito, Baja California              | CNR TV                                                  | Assassiné  | [ 409 ] |
| 3 août 2017        | Rosario Ramos Flores               | Centro, Tabasco                        | Portada                                                 | Disparu    | [ 410 ] |
| 22 août 2017       | Cándido Ríos Vásquez               | Hueyapan de Ocampo, Veracruz           | El Diario de Acayucan                                   | Assassiné  | [ 411 ] |
| 6 octobre 2017     | Édgar Daniel Esqueda Castro        | San Luis Potosí, San Luis Potosí       | Vox Populi Metropoli San Luis                           | Assassiné  |         |
| 13 janvier 2018    | Carlos Domínguez Rodríguez         | Nuevo Laredo, Tamaulipas               | Noreste Digital Horizonte de Matamoros                  | Assassiné  | [ 412 ] |
| 5 février 2018     | Pamela Montenegro                  | Acapulco, Guerrero                     | indépendante                                            | Assassinée | [ 413 ] |
| 21 mars 2018       | Leobardo Vázquez Atzin             | Gutiérrez Zamora, Veracruz             | indépendant                                             | Assassiné  | [ 414 ] |
| 22 janvier 2019    | Rafael Murua Manríquez             | Santa Rosalia, Basse-Californie du Sud | Radiokashana FM                                         | Assassiné  | [ 415 ] |
| 9 février 2019     | Jesús Eugenio Ramos Rodríguez      | Emiliano Zapata, Tabasco               | Radio Oye 99.9                                          | Assassiné  | [ 416 ] |
| 15 mars 2019       | Santiago Barroso Alfaro            | San Luis Río Colorado, Sonora          | Red 653                                                 | Assassiné  | [ 417 ] |
| 24 août 2019       | Nevith Condés Jaramillo            | Tejupilco, État de Mexico              | El Observatorio del Sur                                 | Assassiné  | [ 418 ] |
| 29 octobre 2020    | Arturo Alba Medina                 | Juárez, Chihuahua                      | Multimedios Televisión                                  | Assassiné  | [ 419 ] |
| 9 décembre 2020    | Jaime Daniel Castaño Zacarías      | Jerez de García Salinas, Zacatecas     |                                                         | Assassiné  | [ 420 ] |
| 17 juin 2021       | Gustavo Sánchez Cabrera            | Santo Domingo Tehuantepec, Oaxaca      | Noticias Minuto a Minuto, Panorama Pacifico TV          | Assassiné  | [ 421 ] |
| 22 juillet 2021    | Ricardo López Jiménez              | Guaymas, Sonora                        | InfoGuaymas                                             | Assassiné  | [ 422 ] |
| 19 août 2021       | Jacinto Romero Flores              | Ixtaczoquitlán, Veracruz               |                                                         | Assassiné  | [ 423 ] |
| 28 septembre 2021  | Manuel González Reyes              | Cuernavaca, Morelos                    | Portal Morelos                                          | Assassiné  | [ 424 ] |
| 28 octobre 2021    | Fredy López Arévalo                | San Cristóbal de Las Casas, Chiapas    | Jovel                                                   | Assassiné  | [ 425 ] |
| 31 octobre 2021    | Alfredo Cardoso Echeverría         | Acapulco, Guerrero                     |                                                         | Assassiné  | [ 426 ] |
| 10 janvier 2022    | José Luis Gamboa                   | Veracruz, Veracruz                     | Inforegio                                               | Assassiné  | [ 427 ] |
| 17 janvier 2022    | Margarito Martínez Esquivel        | Tijuana, Basse-Californie              | Zeta (en)                                               | Assassiné  | [ 428 ] |
| 23 janvier 2022    | Lourdes Maldonado                  | Tijuana, Basse-Californie              | Primer Sistema de Noticias                              | Assassiné  | [ 429 ] |
| 31 janvier 2022    | Roberto Toledo                     | Zitácuaro, Michoacán                   | Monitor Michoacán                                       | Assassiné  | [ 430 ] |
| 6 février 2022     | Marcos Ernesto Islas Flores        | Tijuana, Basse-Californie              | Notiredesmx                                             | Assassiné  | [ 431 ] |
| 10 février 2022    | Heber López Vázquez                | Salina Cruz, Oaxaca                    | RCP Noticias                                            | Assassiné  | [ 432 ] |
| 4 mars 2022        | Juan Carlos Muñiz                  | Fresnillo, Zacatecas                   | Testigo Minero                                          | Assassiné  | [ 433 ] |
| 5 mai 2022         | Luis Enrique Ramírez Ramos         | Culiacán, Sinaloa                      | El Debate                                               | Assassiné  | [ 434 ] |
| 29 juin 2022       | Antonio de la Cruz                 | Ciudad Victoria, Tamaulipas            | Expreso                                                 | Assassiné  | [ 435 ] |
| 2 août 2022        | Ernesto Méndez                     | San Luis de la Paz, Guanajuato         | Tu Voz                                                  | Assassiné  | [ 436 ] |
| 22 août 2022       | Fredid Román                       | Chilpancingo, Guerrero                 | La Realidad                                             | Assassiné  | [ 437 ] |
| 9 juillet 2023     | Luis Martín Sánchez Íñiguez        | El Ahuacate, Nayarit                   | La Jornada                                              | Assassiné  | [ 438 ] |

## Résumé par année

### 2019
Cinq journalistes ont été assassinés depuis l'arrivée au pouvoir de Andrés Manuel López Obrador en décembre 2018 et fin avril 2019, mais selon le Comité pour la protection des journalistes (CPJ), un seul d'entre eux, Rafael Murúa, l'a été à cause de son travail de journaliste.

### 2021
Selon l’Agence France-Presse, au moins 7 journalistes ont été assassinés en 2021 au Mexique.

### 2022
Le journaliste  José Luis Gamboa est tué le 10 janvier à Veracruz.
Le photographe de presse Margarito Martinez est assassiné le 17 janvier à Tijuana.
La reporter Lourdes Maldonado Lopez est abattue le 23 janvier en Basse-Californie.
Le 31 janvier, Roberto Toledo est tué par balles à Zitácuaro.
Le 10 février, Heber Lopez Vazquez est assassiné dans l'Oaxaca.
Le 4 mars, Juan Carlos Muñiz est abattue à Fresnillo.
Le 15 mars, Armando Linares est assassiné dans l’Etat de Michoacan.